# 이란-인도 관계
이란-인도 관계는 이란과 인도 간의 양자 관계이다. 이란과 인도는 1950년 3월 15일에 외교 관계를 수립했다. 그러나 고대 페르시아와 고대 인도 간의 관계는 수천 년 전으로 거슬러 올라간다.
냉전의 대부분 기간 동안 인도와 이란 제국 국가 간의 관계는 서로 다른 정치적 이해관계로 인해 어려움을 겪었다. 인도는 비동맹 운동 입장을 지지했지만 소련과의 강력한 관계를 구축했고, 이란은 서방권의 개방적인 회원국으로서 미국과 긴밀한 관계를 유지했다. 인도는 1979년 이슬람 혁명을 환영하지 않았지만, 그 여파로 두 나라 간의 관계는 순간적으로 강화되었다. 그러나 인도-파키스탄 전쟁에서 파키스탄에 대한 이란의 지속적인 지원과 이란-이라크 전쟁 중 인도와 이라크의 긴밀한 관계는 양국 관계를 크게 긴장시켰다.
1990년대에 인도와 이란은 아프가니스탄에서 탈레반에 대항하는 북부동맹을 지지했으며, 후자는 파키스탄의 명백한 지원을 받아 2001년 미국 주도의 침공까지 대부분의 국가를 통치했다. 그들은 아슈라프 가니가 이끄는 국제 사회의 지원을 받는 광범위한 반탈레반 정부를 지원하기 위해 계속 협력했으며, 탈레반은 2021년 카불을 점령하고 아프가니스탄 이슬람 토후국을 재건했다. 인도와 이란은 2002년 12월에 방위 협력 협정을 체결했다.
경제적 관점에서 이란은 하루 42만 5,000배럴 이상을 공급하는 인도에 두 번째로 큰 석유 공급국이며, 따라서 인도는 이란의 석유 및 가스 산업에서 가장 큰 외국인 투자국 중 하나이다. 2011년에는 이란에 대한 광범위한 경제 제재로 인해 인도와 이란 간의 연간 120억 달러 규모의 석유 거래가 중단되어 인도 석유부는 튀르키예를 통한 은행 시스템을 통해 부채를 상환해야 했다.

## 역사
인도 아대륙과 이란고원은 인접한 지리적 지역으로, 고대 인도와 고대 이란은 수천 년 전부터 긴밀한 관계를 유지해 왔다. 중세 시대에는 특히 델리 술탄국부터 무굴 제국 시대까지 인도에서 중세 페르시아 문화가 융합되었다.
1947년 인도 분할 이후 현대에 새로 독립한 인도는 더 이상 이란 국가의 이웃 국가가 아니었지만, 양국 간의 관계는 여전히 건강하게 유지되었다.

## 경제 관계
2007년 이란의 대인도 무역액은 130억 달러를 넘어섰으며, 이는 1년 만에 80% 증가한 수치이다. 아랍에미리트와 같은 제3국을 통해 이 수치는 300억 달러에 달한다.

### 석유 수입의 새로운 증가
전체적으로 인도의 총 수입 원유량은 2009~10년 320만 배럴에서 2012~13년 344만 배럴로 소폭 증가하는 데 그쳤지만, 2012년부터 2013년까지 이란으로부터의 수입은 기본적으로 약 25만 배럴에서 변동하고 있으며, 이는 이란의 유럽 수출 중단으로 인해 비례적으로 증가하고 있다. 최근 이란 관리들이 인도 유조선을 억류한 것은 석유 금수 조치와 관련이 없지만, 85억 달러 이상의 경화를 절약하고 미국의 제재에서 180일 면제를 실현하기 위한 노력의 일환으로 인도는 2014년까지 이란 수입량을 1,100만 톤 증가시킬 계획이며, 2013년 6월까지 이란에서 선적된 원유 200만 톤 외에도 작년보다 21.1% 증가할 것으로 예상된다.
2022년 3월 18일, 이란 주재 인도 대사는 OPEC 회원국에 대한 제재 해제를 위한 세계 강대국과 테헤란 간의 협상이 계속되는 가운데 인도가 인도의 에너지 안보 요구를 충족할 준비가 되어 있다고 말한 것으로 인용되었다.

## 문화적 관계
인도-페르시아 문화는 인도 아대륙에 존재하는 문화적 종합을 의미한다. 이 문화는 현대 방글라데시, 인도, 파키스탄의 다양한 문화에 페르시아적 측면이 흡수되거나 통합된 것이 특징이다. 페르시아의 영향력과 문화가 아대륙에 가장 먼저 도입된 것은 11세기 술탄 마흐무드 가즈나비와 같은 다양한 무슬림 튀르코-페르시아 통치자들에 의해 이루어졌으며, 이들은 인도 아대륙 북서부의 정복된 영토에 대한 페르시아화를 빠르게 추진하여 이슬람의 영향력도 확고히 확립되었다. 이러한 사회문화적 종합은 13세기부터 16세기까지 델리 술탄국을 통해 꾸준히 일어났으며, 그 이후부터 19세기까지 무굴 제국이 형성되었다. 튀르크, 이란, 인도 출신의 다양한 왕조들은 페르시아어를 후원하며 인도의 페르시아 문화 발전에 기여했다. 델리 술탄국은 페르시아어와 인도어, 문학, 예술을 바탕으로 독자적인 문화적 및 정치적 정체성을 발전시켰으며, 이는 인도-무슬림 문명의 기초를 형성했다.

### 교육
인도에는 약 8,000명의 이란 학생들이 공부하고 있다. 인도는 ITEC, ICCR, 콜롬보 플랜 및 IOR-ARC 제도에 따라 매년 이란 학생들에게 67개의 장학금을 제공한다. 매년 약 4만 명의 이란인들이 다양한 목적으로 인도를 방문한다.
인도 대사관 학교인 켄드리야 비디얄라야 테헤란은 테헤란에 거주하는 인도 시민들을 위해 봉사하고 있다.

## 같이 보기
- 이란의 대외 관계
- 인도의 대외 관계